# Катадиоптер
Катадиоптер или мачје око је врста ретрорефлектора која се користи у саобраћају за ознаку возила. Користе се у различитим облицима (малог кружног или елиптичног облика, троугласти, у облику правоугаоника итд.)
На основу Закона о безбедности у саобраћају, обавезно је по усвојеним правилима поставити катадиоптре на возила са циљем да рефлектују светлост назад пошиљаоцу, тако да је издавалац светлосног снопа одмах упозорен на присуство другог возила. Користи се и на путној инфраструктури (шине, лежећи полицајци) да укаже на присуство препрека.
Ретрорефлектор је оптички систем који одбија зраке видљиве или инфрацрвене светлости у истом правцу из кога долазе. Ретрорефлектори имају велику примену у свакодневном животу (првенствено у аутомобилском саобраћају). Примена им је у техничким уређајима свакодневних предмета (катадиоптер мачје око на двоточкашима, троточкашима и четвороточкашима, у фотографији, у производњи одеће одећа - прслуци за возаче и новији материјали са флуоресцентним ефектима, за ноћну сигнализацију и телескопе за атмосферска посматрања)

## Настанак
Први уређај који ради као катадиоптер је изумео Хенри Шретјан у Ници 1917. године и патентирао га је у 1923. години. Уређај је направљен за комуникацију у којој непријатељ не би могао да пресретне поруке. Схема уређаја представља побољшану верзију Касегреновог телескопа. Објектив чини двоогледални систем. Примарно огледало рефлектује светлост на секундарно, која се одавде поново рефлектује на примарно, али тачно у његов центар у којем је рупа и где је постављен окулар. Примарно огледало је систем од два хиперболична огледала. Оно одбија зраке ка секундарном огледалу, које је обично хиперболично. Телескоп у оваквој варијанти су креирали Џорџ Ричи и Хенри Шретјан почетком друге деценије прошлог века. Данас скоро сви професионални телескопи имају овакву конструкцију, док се катадиоптер донекле разликује.

## Шема катадиоптра
Основни део ретрарефлектора је систем тријада, тј. систем од три огледала која се налазе у међусобно нормалним равнима. Када зрак светлости падне на једно од огледала, он се одбија до другог, па трећег огледала и враћа се до предајника. Вертикално посматрајући и примењујући закон одбијања коме се светлост покорава, видимо да је збир углова које светлост направи у ова три одбијања 360°, што објашњава зашто се светлост одбија управо у правцу паралелном оном из ког је дошла. Растојање између долазног и одбијеног зрака зависи од растојања између тачке уласка зрака у прво огледало и његове жиже. Пошто је ово растојање обично занемарљиво, и растојање између долазног и одбијеног зрака је занемарљиво, па се може сматрати да се зрак одбија у правцу из ког је дошао. Још боље резултате се добија када се испред упада зрака у овај систем огледала постави сочиво које ће фокусирати зрак на улазу. Катадиоптер (мачје око) се састоји од сферних огледала, а систем одбијања је сличан.
Катадиоптрични систем је сваки оптички систем у ком зрак пролази барем кроз једно такво преламање.

## Боје
Катадиоптри се у саобраћају највише користе у следећим бојама:
- црвени катадиоптери - по конвенцији црвени катадиоптери се налазе на задњем делу возила
- бели катадиоптери - на предњој страни великих возила (комбија, камиони и сл.)
- наранџасти катадиоптери - обично са стране возила и на педалама на бициклу.

## Правила у саобраћају везана за катадиоптере
Уградња покретног фара рефлектора је дозвољена само на возилима та која је то одређено прописима о техничким условима за возила.
- Два задња катадиоптера црвене боје који нису троугластог облика морају бити уграђени на: моторном возилу са четири или више точкова, на моторном возилу на три точка која су шира од 1,3 m, на мотоциклу са три точка, на четвороциклу ширем од 1 m и на мотокултиватору.
- Један задњи катадиоптер црвене боје који није троугластог облика мора бити уграђен на: моторном возилу са два точка и моторном возилу на три точка која нису шира од 1,3 m.
- Два предња катадиоптера беле боје који нису троугластог облика морају бити уграђени на: прикључном возилу и моторном возилу са скривајућим фаровима.
- Два задња катадиоптера црвене боје који су у облику једнакостраничног троугла са врхом окренутим навише и страницом величине најмање 0,15 m морају бити уграђени на: прикључном возилу.[6]